# March 87P
La March 87P è una vettura monoposto a ruote scoperte da competizione, progettata dal team Leyton House per partecipare al Campionato mondiale di Formula 1 1987.

## Contesto
Nel 1987 il manager Cesare Gariboldi volle intraprendere l'avventura nel mondiale di Formula 1 con un proprio team, forte della positiva esperienza delle stagioni precedenti nel campionato internazionale di Formula 3000.
Nel 1986 la sua scuderia vinse quel campionato con Ivan Capelli come pilota, il quale aveva già corso in Formula 1 con Tyrrell ed AGS, perciò con queste credenziali lo sponsor giapponese Leyton House decise di finanziare il progetto di Gariboldi e venne scelta come struttura tecnica di riferimento la March Engineering, che si occupò di progettare e sviluppare la vettura di Formula 1 per l'87, anche se la casa inglese mancava dal circus dal 1982.
Nacque così il team Leyton-House March.

## Progetto
La 87P venne progettata dall'esperto Gordon Coppuck, padre delle prime McLaren campioni del Mondo che si riunì alla March dopo l'acquisizione della stessa McLaren da parte di Ron Dennis.
In realtà l'ultima vettura di Formula 1 progettata dal britannico, risaliva al 1980, ossia la McLaren M30 in monoscocca di alluminio, perciò fu abbastanza delicato realizzare una vettura per il 1987, perché nel mentre le scocche si erano evolute in maniera radicale con l'impiego pesante di materiali compositi come la fibra di carbonio e lo snellimento delle varie sottostrutture degli ancoraggi delle sospensioni e la funzione sempre più strutturale del motore, che nelle vetture moderne doveva essere sempre più integrato col telaio per garantire rigidezze torsionali e flessionali adeguate.
Dato che la scuderia non poteva permettersi un esborso economico consistente la prima scelta del progettista fu quella di impiegare un motore semplice ed affidabile, perciò il primo fornitore che venne contattato fu la Cosworth, che fornì l'otto cilindri a V di 90°, il classico motore DFZ discendente del celeberrimo DFV.
Tuttavia questo poneva il problema di disporre di un motore potente perché il DFZ era un motore aspirato e soffriva la concorrenza dei motori turbo, molto più prestanti anche se più difficili da gestire come temperature di esercizio.
La 87P quindi non era una vettura particolarmente performante sotto il profilo del propulsore, ma questo era anche tipico della scuola dei progettisti inglesi, che hanno sempre privilegiato le doti telaistiche sacrificando il motore.
Va comunque detto che queste considerazioni non erano state prese in esame tanto per la 87P quanto per la March 871, che era la vettura pensata per il mondiale '87, ma che non fu possibile costruire in tempo per il Gran Premio del Brasile, che era la gara di apertura della stagione.
Perciò gli ingegneri cercarono di trovare una soluzione d'emergenza lavorando sul progetto 87B che era una scocca di Formula 3000.
Da questa macchina venne derivata l'87P per farla gareggiare in attesta della 871.
Il problema maggiore fu quello di trovare lo spazio per un motore da 3500 cc (DFZ) in una scocca concepita per un 3000 cc (che comunque era in fibra di carbonio).
Per ovviare a questo inconveniente si decise di trapiantare le sospensioni (di tipo pull rod) della 871 sulla 87P, snellendo parecchio il retrotreno in modo da accogliere il DFZ che era più lungo del propulsore usato in Formula 3000.
Ma questa modifica costò molto cara perché non fu possibile incrementare il volume del serbatoio della benzina per questione di spazi, e il tutto non fu trascurabile dacché all'epoca era vietato il rifornimento in gara, perciò la 87P dovette gareggiare con un serbatoio di soli 160 litri (versione Formula 3000).
Detto questo, bisogna dire che il progetto aerodinamico non era molto curato, così come non lo sarebbe stato sulla 871, tanto che fu possibile mutuare dal futuro modello anche il musetto, gli alettoni anteriori, le pance laterali e il cofano motore.
Sostanzialmente quest'ultimo non esisteva e le testate del motore rimanevano a vista con l'impianto di aspirazione. Anche questo consentì in parte di rendere possibile l'alloggiamento di un motore maggiorato.
Mentre venne riprogettata l'ala posteriore con un profilo biplano e bandelle triangolari anziché rettangolari.
Le pance avevano una lunghezza risicata ma un disegno stile zona coca-cola abbastanza accentuato con sette feritoie laterali con sezione divergente verso il posteriore.
L'ala anteriore era di tipo monoplano, con bordo d'attacco rettilineo e bordo d'uscita ad andamento triangolare con un vistoso nolder lungo il perimetro.
Il profilo estrattore non godeva di molto spazio per via del notevole sbalzo del cambio, perciò per incrementare i flussi sottoscocca, Coppuck disegno due canali Venturi abbastanza alti ai lati della scatola del cambio.

## Risultati
La 87P venne portata in gara da Ivan Capelli, unico pilota ufficiale della Leyton House per il 1987, ma veniva affiancato dal danese Kris Nissen nel lavoro di collaudo.
La vettura venne schierata solo sul circuito di Jacarepaguá, che ospitò il Gran Premio del Brasile, dato che i tecnici riuscirono a rendere disponibile il modello 871 nella seguente corsa ad Imola.
Perciò la 87P fu utilizzata solo per un Gran Premio, che tra l'altro fu avaro di soddisfazioni.
La macchina si dimostrò estremamente lenta ed Ivan Capelli ottenne l'ultimo tempo sulla griglia di partenza, girando quasi venti secondi più lento di Nigel Mansell, che invece partì in pole position.
Anche il distacco rispetto a Pascal Fabre, che partì penultimo con una modesta AGS, fu molto ampio ossia quasi quattro secondi.
Alla luce di questa differenza abissale di prestazioni e del fatto che la 87P probabilmente non avrebbe potuto finire la gara per via del suo serbatoio troppo piccolo, la scuderia decise di non schierarla sulla griglia di partenza, risparmiando un motore da gara.